# Beregama
Beregama là một chi nhện trong họ Sparassidae.